# Железничка станица Вуков споменик
Железничка станица Вуков споменик је једнa од подземних станица Београдског железничког чвора, а представља један од најамбициознијих пројеката у историји српских железница уопште. Тренутно опслужује возове из система градске железнице, БГ ВОЗ (три линије), те воз на линији Београд-Вршац. Налази се на општини Палилула. Смештена је испод споменика Вуку Караџићу у близини зграде Техничких факултета. Налази се на дубини од око 40 метара. Пруга се наставља ка Панчевачком мосту у једном и Карађорђевом парку у другом смеру. Састоји се из два колосека.

## Историјат
Радови на овој станици су отпочели 1989 године, а извођач радова је било предузеће "Енергопројект". Урбанистичко и архитектонско решење су пројектовали др арх. Мирјана Лукић са бројним колегама, користећи се сличним искуствима из Француске. Претходне године (1988) су били завршени врачарски тунели, и то у две одвојене цеви, међусобно удаљене 22 метра, а пречника 7,5 метара.
До 1990. године су завршени радови на перонима (дужине 225 метара) и платформама између њих. 1991. године отпочиње рад на техничкој етажи и галерији укупне површине 5400 квадратна метра. Коначно, пробијен је коси тунел, којим су две целине спојене (данас кроз њега пролазе три ескалатора, набављена у Русији, која омогућавају да се из горњег вестибла до перона стигне брзином од око 90 секунди). Ентеријер целокупне станице је урађен по угледу на традицију Вуковог дела. Станица поседује комерцијални центар укупне површине 2.500 квадратна метра као и подземну гаражу за 100 возила површине 4.500 квадратна метра. Два портала према пословном центру, у вестибилу, обложена су ћириличним словима у белом мозаику, вајара Б.Бекрића, а рељеф од пода до плафона, од нерђајућег челика, наспрам силаза у коси тунел дело је вајара К. Милуновића. Доњи перони, вестибил и галерија, обрађени су од светло до тамно сивог, црног и црвеног гранита; обрада ентеријера проф. арх. М.Палишашки. Решење парка на површини дело је Ј. Гођевац.
Станица је пуштена у рад 7. јула 1995. године. Свечано ју је отворио тадашњи председник Србије, Слободан Милошевић.

## Тренутно стање и перспектива
Пошто је од 1995. до средине 2010-их година опслуживала систем приградске железнице "Беовоз", станица "Вуков споменик" од 2010. године станица се користи и за систем градских железница БГ ВОЗ (тачније, од укидања "Беовоза" користи се искључиво за градске железнице). Захваљујући распрострањености "Беовоза", раније је било могуће са ове станице путовати директно до Панчева, Старе Пазове, па чак и до Ваљева.
Услед напуштања старог железничког чвора и железничке станице "Дунав", те премештања терминуса возова из Београда за Вршац на железничку станицу "Београд-центар", од 1. јула 2018. године ова линија стаје и у станици "Вуков споменик".

### Контроверзе
Многи објекти у оквиру станице, попут подземног пролаза и комерцијалног центра у његовом саставу, тренутно су у веома запуштеном стању. Њихова реконструкција је најављена за почетак 2018. године, међутим до средине те године, још ништа није учињено о том питању. 
Године 2015, поједини медији су погрешно пренели да је средњи од три ескалатора, који спајају горње нивое са перонима неисправан, и, штавише, преносили су процену да је за његову поправку потребно више од пола милиона евра. Касније се испоставило да је ова дезинформација последица неразумевања праксе према којој готово никада не раде сва три ескалатора у исто време, већ најчешће само два.

## Галерија
- Поглед на перон
- Један од улаза у станицу из Рузвелтове улице
- Станични плато између перона
- Прозор кроз који се види бунар у ж. станици Вуков споменик